# Сёстры Куни
Сёстры Куни — три ирландские сестры, известные деятели ирландского национализма и Cumann na mBan.

## Биография
Энн, Лили и Эйлин родились в Дублине в семье Майкла Куни и Мэри Хиггс, которые жили на набережной Ашера в Дублине. Их отец был машинистом.
Три сестры были связаны с националистическим движением в Ирландии. Это участие осуществлялось через людей, которые жили и регулярно посещали их дом в годы, предшествовавшие Пасхальному восстанию 1916 года, таких как Кристофер Бирн и Кон Колберт. Они присоединились к Cumann na mBan в 1915 году и, как обычно, прошли обучение по оказанию первой помощи и военной подготовке, которая проходила на улицах Харкорт и Камден. Наряду с Бирном и Колбертом дом часто посещали Джо МакГрат и Фил Косгрейв, которые были старшими офицерами в своих отделениях Добровольцев. Дом использовался для хранения боеприпасов при подготовке к Восстанию и использовался как распределительный центр в дни, предшествовавшие ему. Младший брат, Томас, участвовал в Восстании в качестве посыльного.
Кон Колберт был одним из лидеров восстания и был казнён британцами за свою причастность. Он отправился на события Пасхального восстания из дома Куни на набережной Ашера.
Все три женщины были членами ингинидского отделения Cumann na mBan. Старшей девочке было всего 18 лет, когда они присоединились к Cumann. Все они служили в гарнизоне Мэрроубоу-лейн во время Пасхального восстания вместе с Марселлой Косгрейв. Их отец был арестован во время Восстания, когда пытался снабдить гарнизон продовольствием. Его держали в тюрьме Килмэнхем во время и некоторое время после восстания. Затем его отправили в Уэйкфилд в Великобритании, а затем отправили обратно в Дублин. Все три сестры были арестованы вместе с другими женщинами после Восстания и сначала отправлены в Ричмондские казармы, а затем в тюрьму Килмэнхем. Все они были освобождены вместе с остальными 8 мая 1916 года.
После Восстания все три сестры были вовлечены в Ирландскую национальную ассоциацию помощи и Фонд добровольцев-иждивенцев, а их собственная семья также стала иждивенцами в результате ареста их отца. Они продолжали своё участие в ирландской войне за независимость и в гражданской войне в Ирландии, где они выступали против договора.
В память о 77 женщинах из Ричмондских казарм было соткано одеяло, и три сестры Куни являются частью этой памяти, вышитой зелёным трилистником на их квадратах.

### Энн
Энн родилась 24 января 1896 года по адресу 58 Kennedy Villas, Дублин. Она была адъютантом в Cumann na mBan. Она была швеей и сшила свою военную форму из той, что подарил ей Колберт. Позже она вышла замуж за Дениса О’Брайена в католической церкви Святого Иакова в Дублине 12 апреля 1926 года; Денис был одним из добровольцев в гарнизоне Мэрроубоу-Лейн со своими двумя братьями.

### Лили
Элизабет «Лили» Куни родилась 16 января 1898 года по адресу 58 Kennedy Villas, Дублин. Она была одной из сестёр, отправленных на велосипеде для мобилизации секции Чапелизод роты F., основной роты, с которой сёстры работали в преддверии Восстания. Она служила со своими сёстрами в гарнизоне Мэрроубоу-лейн и продолжала служить во время Войны за независимость. Она собирала средства для заключённых и оружия, а также перевозила оружие и информацию по стране. Она сыграла важную роль в выявлении агента сил Короны. Позже она вышла замуж за Майкла Фрэнсиса Каррана в католической церкви Святого Иакова в Дублине 6 сентября 1937 года.

### Эйлин
Эйлин родилась 26 декабря 1899 года. В переписи 1901 года она указана как Элис (Alice). После Восстания она участвовала в антипризывной деятельности во время Первой мировой войны. В составе Cumann na mBan собирала деньги на оружие и занималась пропагандистской работой. Её территория во время Войны за независимость должна была обеспечивать благополучие интернированных ирландцев. Она также работала на пунктах скорой помощи и выполняла функции курьера. С ноября 1920 года она находилась в звании командира отделения (Section Commander). Позже она вышла замуж за Джона (Шона) Харборна в католической церкви Святого Иакова в Дублине 11 февраля 1929 года. Умерла 22 апреля 1982 года.